# Magistralni put 38
Die Magistralni put 38 ist eine Bundesstraße in Serbien. Sie beginnt in Kruševac an der Autoput A5 und führt in südlicher Richtung über Blace nach Beloljin.